# Мельниково (Удмуртия)
Мельниково — село в Можгинском районе Удмуртии. Административный центр Мельниковского сельского поселения.

## История
В 1967 г. указом президиума ВС РСФСР деревня Вытчан-Шудзя переименована в Мельниково.

## Население
| 2008 | 2010 | 2012 |
| ---- | ---- | ---- |
| 365  | ↘320 | ↘317 |